# The Times-Picayune
The Times-Picayune, fundado em 25 de janeiro de 1837, é um jornal diário publicado em Nova Orleães, Luisiana, Estados Unidos. Seu nome, que é amplamente reconhecida entre os jornalistas em todo o país, é um ícone da vida em Nova Orleães e seus arredores.
Recebeu o Prémio Pulitzer de Serviço Público em 1997 e 2006.